# MC Kresha

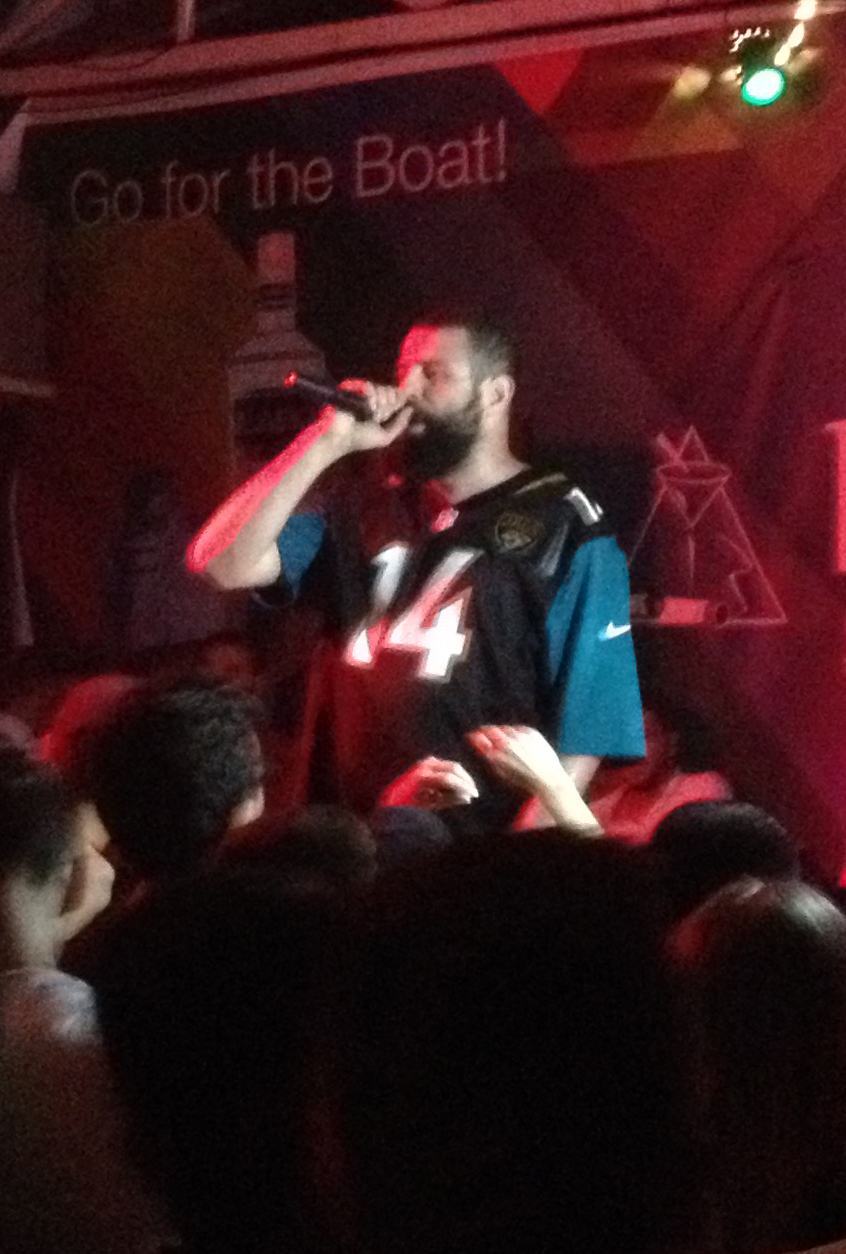
MC Kresha live in Mitrovica 2015

MC Kresha (bürgerlich Kreshnik Fazliu; * 5. September 1984 in Kosovska Mitrovica, SFR Jugoslawien, heute Kosovo) ist ein kosovarischer Rapper.

## Biografie
Kreshnik Fazliu wurde am 5. September 1984 in Mitrovica geboren. Schon in jungen Jahren befasste sich Fazliu mit der Musik und spielte nebenbei in der Jugendabteilung des lokalen Vereins KF Trepça. Im Jahr 2010 erlangte Fazliu Prominenz, nachdem seine Single Lej Flleshat veröffentlicht worden ist. Im Jahr 2014 veröffentlichte er sein drittes Studioalbum Emceeclopedy und landete zum ersten Mal in den Schweizer Charts auf Platz 46. Im Jahr 2016, veröffentlichte er gemeinsam mit Lyrical Son das Album Rapsodët n'rap T'sotit, welches international erfolgreich war und auf Platz zwei in den Billboard-Charts in der Kategorie World Albums landete.

## Privatleben
Kreshnik Fazliu ist verheiratet mit Erzina Shehu. Das Paar hat zwei Kinder.

## Diskografie

### Studioalben
| Jahr | Titel Musiklabel                | Höchstplatzierung, Gesamtwochen, AuszeichnungChartsChartplatzierungen (Jahr, Titel, Musiklabel, Platzierungen, Wochen, Auszeichnungen, Anmerkungen) | Anmerkungen |
| Jahr | Titel Musiklabel                | CH | Anmerkungen |
| ---- | ------------------------------- | --- | ----------- |
| 2010 | Patikat E Mia PINT, AVD Digital | — |             |
| 2012 | Air Force 1 PINT, AVD Digital   | — |             |
| 2014 | Emceeclopedy PINT, AVD Digital  | CH46 (1 Wo.)CH |             |

### Kollaboalben
| Jahr | Titel Musiklabel               | Höchstplatzierung, Gesamtwochen, AuszeichnungChartsChartplatzierungen (Jahr, Titel, Musiklabel, Platzierungen, Wochen, Auszeichnungen, Anmerkungen) | Anmerkungen     |
| Jahr | Titel Musiklabel               | CH | Anmerkungen     |
| ---- | ------------------------------ | --- | --------------- |
| 2011 | Për Inati T'njoni Tjetrit PINT | — | mit Lyrical Son |
| 2016 | Rapsodët n'rap T'sotit PINT    | CH4 (6 Wo.)CH | mit Lyrical Son |
| 2022 | Muzikë e alltisë PINT          | CH29 (3 Wo.)CH | mit Lyrical Son |
| 2023 | Muzikë me qalldis PINT         | CH38 (3 Wo.)CH | mit Lyrical Son |
| 2024 | 1618 PINT                      | CH7 (3 Wo.)CH | mit Lyrical Son |

### Kompilationen
- 2019: United States of Albania

### Singles als Leadmusiker
- 2010: Lej flleshat
- 2013: Çele çadren (feat. Lumi B, Lyrical Son, DJ Flow)
- 2014: Y.W.L. (feat. Lyrical Son und Juelz Santana)
- 2014: Amsterdam
- 2014: Luv Luv
- 2019: Semafori (feat. Lyrical Son)
- 2023: Shottas n’ BMW (feat. Lyrical Son)
- 2023: Shake It (Kanga e Drake) (feat. Lyrical Son)

### Singles als Gastmusiker
| Jahr | Titel Interpreten                                        | Höchstplatzierung, Gesamtwochen, AuszeichnungChartsChartplatzierungen (Jahr, Titel, Interpreten, Platzierungen, Wochen, Auszeichnungen, Anmerkungen) | Anmerkungen |
| Jahr | Titel Interpreten                                        | CH | Anmerkungen |
| ---- | -------------------------------------------------------- | --- | ----------- |
| 2024 | Luj Dafina Zeqiri featuring MC Kresha                    | CH56 (2 Wo.)CH |             |
| 2024 | Tortura Dhurata Dora featuring MC Kresha und Lyrical Son | CH75 (1 Wo.)CH |             |
| 2025 | Si je Kidda featuring MC Kresha und Lyrical Son          | CH90 (1 Wo.)CH |             |

Weitere Gastbeiträge
- 2014: Mos em le (Era Istrefi & Nora Istrefi feat. MC Kresha)
- 2023: 16 Bars (Noizy feat. Varrosi und MC Kresha)